# Wonka (Film)
Wonka ist ein Spielfilm von Paul King, der im Verleih von Warner Bros. Pictures ist. Der Film ist als Prequel zu der bereits mehrfach verfilmten Handlung des Kinderbuchs Charlie und die Schokoladenfabrik von Roald Dahl gedacht und erzählt vom Leben des jungen Willy Wonka, gespielt von Timothée Chalamet. Weltpremiere war am 28. November 2023 in der Londoner Royal Festival Hall. Der Kinostart in Deutschland und in der Schweiz erfolgte am 7. Dezember 2023 und in den USA in der darauffolgenden Woche.

## Handlung
Der junge Analphabet Willy Wonka ist in eine europäische Stadt gekommen, nachdem er eine siebenjährige Weltreise unternommen hatte. Während dieser suchte er in fernen Ländern nach den seltenen Zutaten, die seinen Schokoladen ihren Geschmack verleihen. In der Stadt möchte er sich seinen lang gehegten Traum erfüllen und in den noblen Galeries Gourmets sein erstes Schokoladengeschäft eröffnen. Gleich am ersten Tag verliert er jedoch sein gesamtes Geld und ist nicht in der Lage ein Zimmer zu bezahlen. Der zwielichtige Bleicher bietet Willy eine Nacht bei Mrs. Schrubbes an, die gleichzeitig einen Waschsalon betreibt. Dort lernt er auch die Waise Noodle kennen. Als Mrs. Schrubbes ihm anbietet, sein Zimmer erst am nächsten Tag bezahlen zu müssen, und ihm einen scheinbar unverdächtigen Vertrag vorlegt, ermahnt Noodle ihn, das Kleingedruckte zu lesen, was sich in ellenlanger Schrift unter dem eigentlichen Vertrag verbirgt. Da Willy jedoch nicht in der Lage ist zu lesen und außerdem auf die Gutherzigkeit fremder Leute setzt, unterschreibt er den Vertrag trotzdem.
Am nächsten Tag stellt er auf dem Markt seine sogenannte Schwebeschoki vor, eine Schokolade, mit der man kurzzeitig fliegen kann, und bietet für die Menschenmenge eine beeindruckende Vorstellung. Die Chocolatiers Slugworth, Prodnose und Fickelgruber, welche insgeheim ein Kartell gebildet haben und als erste kosten, lassen die Polizei rufen und Willy vertreiben und bringen ihn um sämtliche Tageseinnahmen. Zwar kann Willy sein Zimmer bezahlen, aber durch das Kleingedruckte berechnen Schrubbes und Bleicher ihm allerlei unsinnige Nebenkosten zu horrenden Preisen, welche Wonka nicht bezahlen kann.
Um seine Schulden abzuarbeiten, lassen sie ihn daher im Waschsalon arbeiten, wo sich auch der ehemalige Buchhalter Abakus Klug, die Klempnerin Kleo Klempi, der Comedian Ludwig Kicherlaut und die Telefonistin Lottie Bell befinden, welche ebenfalls Opfer derselben Betrugsmasche wurden. Auch Noodle arbeitet dort und hat die meisten Schulden, da sie als Baby in den Wäscheschacht geworfen wurde und Mrs. Schrubbes sie aufnahm und seither für sich arbeiten ließ. Willy und Noodle freunden sich jedoch schnell an, als er für sie ihre allererste Schokolade macht und ihr von seiner Mutter erzählt, die ihm von der Galerie Gourmet vorschwärmte und ihm einmal im Jahr selbstgemachte Schokolade schenkte. Bevor sie starb, gab sie ihm den Rat, dass er Schokolade mit der Welt teilen sollte und sie dann immer bei ihm sei.
Um weiterhin Schokolade verkaufen zu können, will Willy Noodle an seinem Gewinn beteiligen. Beide schaffen es durch eine Lügengeschichte, dass Mrs. Schrubbes und Bleicher sich ineinander verlieben, und erschaffen außerdem eine effektivere Methode, um die Arbeit im Waschsalon schneller zu erledigen, womit sie auch den Rest der Gruppe auf ihre Seite ziehen.
Inzwischen besucht der Polizeichef, der sich insgeheim von dem Schokokartell in Schokolade bezahlen lässt, die Chocolatiers in deren geheimen Hauptquartier unter der Kathedrale. Der dortige Pater Julius und seine Mönche lassen sich ebenfalls vom Kartell bestechen. Die drei Chocolatiers fürchten, wegen Willys niedrigen Preisen und seinem hervorragenden Produkt bald pleitezugehen, und versuchen den Polizeichef davon zu überzeugen, Willy das nächste Mal körperlich zu bedrohen, wenn nicht sogar zu töten, um weiterhin ihren Profit zu sichern. Gegen 1800 Pralinenschachteln lässt sich der schokoladensüchtige Polizist darauf ein.
Willy und Noodle schaffen es, dem Waschdienst zu entkommen, müssen jedoch feststellen, dass seine Schokolade gestohlen wurde. Willys Erklärung, ein kleiner orangefarbener Mann würde seine Schokolade klauen, glaubt Noodle nicht, dennoch lässt sie sich von ihm überzeugen, dass sie für mehr Schokolade Milch besorgen soll. Allerdings braucht Willy dafür Milch von einer Giraffe, weshalb sie den Zoowärter mit Hilfe einer alkoholischen Praline außer Gefecht setzen und die dortige Giraffe Abigail melkt. Noodle erzählt Willy dabei von ihrem Wunsch ihre Mutter zu finden, von der ihr nur eine Halskette blieb. Willy verspricht ihr daraufhin, sie aus dem Waschhaus zu holen, und Noodle fasst tatsächlich Hoffnung. Nachdem die beiden nach Ballonflug und einem Tanz auf dem Dach der Galerie auf dem Marktplatz landen, erscheint der Polizeichef, welcher Willy bedroht keine Schokolade mehr in der Stadt zu verkaufen und ihn dabei ein paar Mal im Brunnen untertaucht.
Abakus erzählt Willy später, dass er als Buchhalter für Slugworth gearbeitet hat und dabei sah, dass es mehrere Kassenbücher gab, wobei eines alle illegalen Machenschaften enthielt, welche das Kartell beging. Während Noodle Willy nach und nach das Lesen beibringt, können sie die restlichen Mitarbeiter des Wäschehauses dazu bringen, beim weiteren Verkauf von Willys Schokolade zu helfen. In den nächsten Tagen verkauft Willy immer wieder erfolgreich sein Produkt auf den Straßen und flüchtet, sobald die Polizei erscheint, durch Gullys in die Kanalisation. Nach einiger Zeit kommt die Polizei jedoch dahinter und fängt an, die Kanalisation zu überwachen.
Eines Nachts gelingt es Wonka, mithilfe einer Falle den kleinwüchsigen Mann zu fangen, von dem er Noodle erzählte. Das Geschöpf entpuppt sich als Umpa-Lumpa names Lofty, welcher Willys Schokolade stiehlt, nachdem Willy in Lumpaland einige Kakaobohnen mitnahm, ohne zu wissen, dass diese äußerst selten waren und eigentlich von Lofty bewacht wurden, welcher allerdings während des Wachdienstes eingenickt war. Die Umpa-Lumpas verstießen ihn, bis er ihnen den Diebstahl tausendfach zurückzahlen würde. Mit einer List kann er Willy jedoch sein letztes Glas Schokolade abnehmen und entkommen.
Am nächsten Tag überraschen Noodle und ihre Freunde Willy mit einem Geschäft, das sie vorübergehend gemietet haben, um auf legale Weise Schokolade verkaufen zu können. Inzwischen haben die Polizei und das Kartell die Gruppe um Willy ausfindig gemacht, wobei Slugworth besonders Noodle ins Visier nimmt und sich an Mrs. Schrubbes wendet. Die Eröffnung von Willys Geschäft scheint zunächst ein voller Erfolg zu sein und die Kunden sind begeistert von der Ware und der fantasievollen Einrichtung. Doch beim anschließenden Verkauf gibt es eine böse Überraschung: Bei etlichen Kunden beginnen sich nach Verzehr der Schokolade Haut und Haare bunt zu färben und letztere rasend schnell zu wachsen. Willy erkennt, dass es sich um Yeti-Schweiß handelt, und die wütende Meute beginnt sein Geschäft zu verwüsten, bis am Ende nur noch ein Trümmerhaufen zurückbleibt.
Nachdem seine Freunde gegangen sind, trifft das Kartell ein und offenbart Willy, dass Mrs. Schrubbes seine Süßigkeiten vergiftet hat. Die drei bieten Willy einen Deal an: Sollte er gehen und nie wieder Schokolade herstellen, wären sie bereit, für seine Freunde alle Schulden bei Mrs. Schrubbes zu bezahlen. Zögernd stimmt Willy zu und verlässt am selben Abend noch mit einem Schiff die Stadt. Mithilfe von Lofty stellt er jedoch schnell fest, dass Slugworth und Noodle vermutlich miteinander verwandt sind und seine Freundin in großer Gefahr schwebt. Wonka und Lofty können gerade noch rechtzeitig vom Boot flüchten, ehe es explodiert, da das Kartell sicherstellen wollte, ihren Konkurrenten nicht wieder sehen zu müssen.
Mrs. Schrubbes entlässt indessen alle von Willys Freunden aus ihrem Dienst. Noodle wird jedoch eingesperrt, da Slugworth dafür bezahlte, sie niemals gehen zu lassen. Willy und die anderen befreien sie jedoch und schmieden einen Plan, um an das Kassenbuch des Kartells zu kommen, um deren Machenschaften aufzudecken. Sie entführen die Giraffe aus dem Zoo und lassen sie in der Kirche frei, was für allgemeine Panik bei den Mönchen und dem Pater sorgt. Anschließend schaffen sie es, Willy und Noodle in das Hauptquartier unter der Kirche zu schmuggeln. Dort finden sie das Kassenbuch, werden allerdings dabei von den Chocolatiers erwischt. Hier offenbart Slugworth die Wahrheit: Noodle ist die Tochter seines Bruders Zeppy, welcher früh verstarb. Als Noodle krank wurde, brachte ihre Mutter sie verzweifelt zu Slugworth, der ihr versprach, einen Arzt zu holen, das Baby jedoch in den Wäscheschacht von Mrs. Schrubbes warf, damit er weiterhin der Alleinerbe des Schokoladenunternehmens bleiben konnte. Der Mutter erzählte er, ihr Kind sei gestorben und schickte sie weg. Das Kartell zwingt Willy und Noodle in einen Tresor zu steigen und fluten diesen mit flüssiger Schokolade, um die beiden zu ertränken. Glücklicherweise kann Lofty die beiden in letzter Sekunde retten, da die Chocolatiers ein Glas mit Willys Schokolade verspeisten, welche eigentlich für ihn gedacht war, und er sicherstellen möchte, dass Willy seine Schulden bei ihm begleicht.
Auf dem Marktplatz übergeben Willy und Noodle Wachtmeister Immerfreund das Kassenbuch, welcher daraufhin den Polizeichef festnehmen lässt, da sein Name ebenfalls in dem Buch zu finden ist. Das Kartell versucht ebenfalls zu flüchten, doch durch die Schwebeschoki, die sie von Willy aßen, fliegen sie davon und Willy lässt den Brunnen am Marktplatz mit der Schokolade des Kartells fluten, sodass alle drei finanziell ruiniert sind. Während sich die Menschen am Marktplatz die Schokolade schmecken lassen, öffnet Willy endlich die Schokoladentafel seiner Mutter und findet darin die Botschaft, die sie ihm vor ihrem Tod noch erzählen wollte. Es ist nicht die Schokolade, die zählt, sondern die Menschen, mit denen er sie teilt. Willy teilt die Tafel unter sich und seinen Freunden auf und überrascht Noodle mit der Nachricht, dass sie ihre Mutter gefunden haben und bringt sie zu ihr.
Lofty bekommt sein letztes Glas Schokolade, das Wonka ihm schuldet, und lässt sich davon überzeugen, mit Willy zusammenzuarbeiten, da dieser meint, dass er eher eine Fabrik brauchen wird, um seine Schokolade überall zu verkaufen. Am Ende des Films sieht man Willy in seiner neuen Fabrik.

## Produktion

### Regie, Drehbuch und Besetzung
Bereits im Oktober 2016 sicherte sich Warner Bros. Pictures die Rechte an dem Charakter Willy Wonka von Roald Dahl in der Absicht, einen Film mit den Produzenten David Heyman und Michael Siegel umzusetzen. Im Februar 2018 wurde verkündet, dass Paul King als Regisseur gehandelt wird. Er schrieb das Drehbuch letztlich gemeinsam mit Simon Farnaby. Im Januar 2021 bestätigte King, dass der Titel des Films schlicht Wonka sein werde.
In Wonka gehe es um Familien und die bleibenden Eindrücke, die sie bei uns hinterlassen, so King. Er bezieht sich dabei nicht nur auf die leiblichen Verwandten, sondern auch die selbstgewählte Familie.

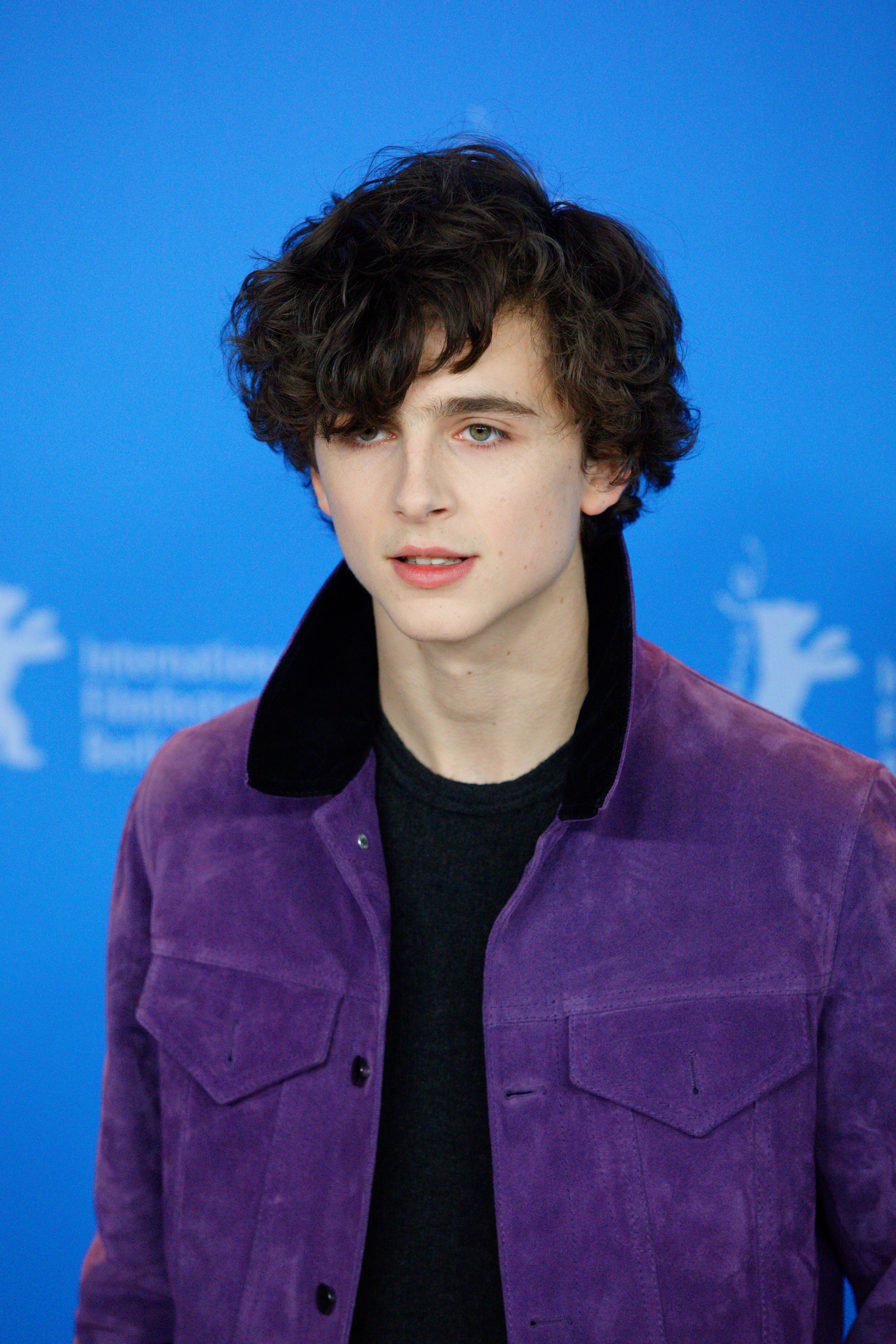
Timothée Chalamet spielt in der Titelrolle Willy Wonka

Im Mai 2021 wurde Timothée Chalamet für die Hauptrolle besetzt. Zudem wurde bekanntgegeben, dass der Film einige Musical-Nummern enthalten werde. Bis zuletzt war auch Tom Holland im Rennen um die Hauptrolle gewesen. Im September 2021 wurden große Teile der weiteren Besetzung bekannt. Calah Lane spielt das Waisenkind Noodle, das zu der wichtigsten Verbündeten von Willy wird. Olivia Colman ist in der Rolle von Willys „Vermieterin“ Mrs. Schrubbes zu sehen, bei der auch Noodle lebt, nachdem sie als Baby von ihrem Onkel in den Wäscheschacht geworfen wurde und seitdem in ihrer Wäscherei arbeitet. Tom Davis ist in der Rolle von Schrubbes’ Handlanger Bleicher zu sehen und Rakhee Thakrar in der Rolle der Telefonistin Lottie Bell. Natasha Rothwell spielt Kleo Klempi und Rich Fulcher den Möchtegern-Komiker Ludwig Kicherlaut. Hugh Grant spielt im Film den singenden Umpa-Lumpa Lofty. Rowan Atkinson spielt Pater Julius. Paterson Joseph, Matt Lucas und Mathew Baynton sind in den Rollen der drei rivalisierenden Chocolatiers Slugworth, Prodnose und Fickelgruber zu sehen, die versuchen Willy Wonka in der Stadt keine Geschäfte machen zu lassen. Keegan-Michael Key spielt den schokoladensüchtigen Polizeichef und Jim Carter den ehemaligen Buchhalter Abakus Klug, der sich mit Willy verbündet. Sally Hawkins spielt in einer Rückblende Willys verstorbene Mutter. Auch Drehbuchautor Simon Farnaby übernahm in dem Film eine kleinere Rolle.

### Kostüme, Dreharbeiten und Filmschnitt
Die Kostüme entwarf die Oscar-Preisträgerin Lindy Hemming. Die Waliserin ist bereits seit Mitte der 1970er Jahre tätig und war in ihrer Karriere unter anderem für Vier Hochzeiten und ein Todesfall oder The Dark Knight tätig, aber auch für die letzten beiden Wonder-Woman-Filme und die beiden Paddington-Filme von Regisseur Paul King.
Die Dreharbeiten begannen in Großbritannien im September 2021 mit Seamus McGarvey als Kameramann und Nathan Crowley als Szenenbildner. Aufnahmen wurden in Lyme Regis und Bath durchgeführt, zudem wurde in den Warner Bros. Studios Leavesden in Watford gedreht. Weitere Aufnahmen entstanden im Rivoli Ballroom in Brockley, London sowie in Oxford im Dezember und Februar. Als Kameramann fungierte der Südkoreaner Chung Chung-hoon, der zuvor für Filme wie Krieg der Königreiche – Battlefield Heroes, New World – Zwischen den Fronten, Ich und Earl und das Mädchen, Edison – Ein Leben voller Licht und Hotel Artemis und zuletzt für die Miniserie Obi-Wan Kenobi tätig war.
Mit Filmeditor Mark Everson arbeitete King bereits für sein Spielfilmdebüt Bunny and the Bull und ebenfalls für die beiden Paddington-Filme zusammen.

### Filmmusik, Marketing und Veröffentlichung
Die Filmmusik komponierte Joby Talbot, nachdem ursprünglich Neil Hannon für diese Arbeit vorgesehen war. Talbot ist vor allem für seine Musik zu dem Film Per Anhalter durch die Galaxis bekannt. Hannon, Leadsänger der Popgruppe The Divine Comedy und Komponist für Sitcoms wie Father Ted und The IT Crowd, steuerte letztlich einzelne neue Songs für den Film bei. Bereits im September 2023 hatte Regisseur Paul King erklärt, dass in seinem Film der Musik eine Schlüsselrolle zukommt.
Sowohl die Verfilmung von Dahls Roman von 1971 als auch die Verfilmung von 2005 enthielten zahlreiche Songs, die von Willy Wonka, anderen Mitgliedern seiner Familie oder den Umpa-Lumpas gesungen wurden. In Kings Neuauflage singt Wonka selbst vermehrt. Erstmals wurde Chalamets Gesangstalent im November 2023 in einem von Warner Bros veröffentlichten Teaser mit dem Titel Dreams vorgestellt, in dem er einzelne Zeilen aus dem Song Pure Imagination zum Besten gibt. Neben diesem erstmals von Gene Wilder in der ersten Verfilmung gesungenen Lied wird auch der Song Oompa Loompa wieder verwendet. In einem Clip mit dem Titel Funny Little Man beginnt Hugh Grant in der Rolle des Umpa-Lumpas das Lied, als er sich in Wonkas Haus schleicht und von ihm auf frischer Tat bei einem versuchten Diebstahl ertappt wird.
Das Soundtrack-Album mit insgesamt 24 Musikstücken wurde am 8. Dezember 2023 von WaterTower Music als Download veröffentlicht. Neben den von Chalamet gesungenen Liedern wie Pure Imagination sind darauf auch Songs von den Schauspielern Hugh Grant, Calah Lane, Keegan-Michael Key, Paterson Joseph, Matt Lucas und Mathew Baynton zu hören. Auch Talbots Filmmusik ist auf dem Album enthalten.
Ein erster Trailer wurde im April 2022 auf der CinemaCon vorgestellt. Der zweite Trailer wurde im Oktober 2023 veröffentlicht. Die Weltpremiere erfolgte am 28. November 2023 in London. Der Film sollte ursprünglich am 17. März 2023 in die US-Kinos kommen, jedoch kam es im Zuge der Corona-Pandemie zur Verschiebung einiger Warner-Titel, sodass der Film nun am 15. Dezember 2023 erschien. In Deutschland und der Schweiz erfolgte der Kinostart bereits am 7. Dezember 2023.

## Rezeption

### Kritiken
Von den bei Rotten Tomatoes aufgeführten Kritiken sind 82 Prozent positiv bei einer durchschnittlichen Bewertung mit 7,2 von 10 möglichen Punkten. Bei Metacritic erhielt der Film einen Metascore von 66 von 100 möglichen Punkten, der auf 64 Rezensionen basiert.
Peter Bradshaw schreibt im Guardian, ihm gefalle Wonka besser als die beiden früheren Dahl-Verfilmungen. Er nennt diesen „Pre-Wonka“ einen absoluten Weihnachtsgenuss, spektakulär, einfallsreich und lustig. Timothée Chalamet sei gleichermaßen elfen- und koboldhaft und besitze die Unschuld und den Charme Paddingtons.

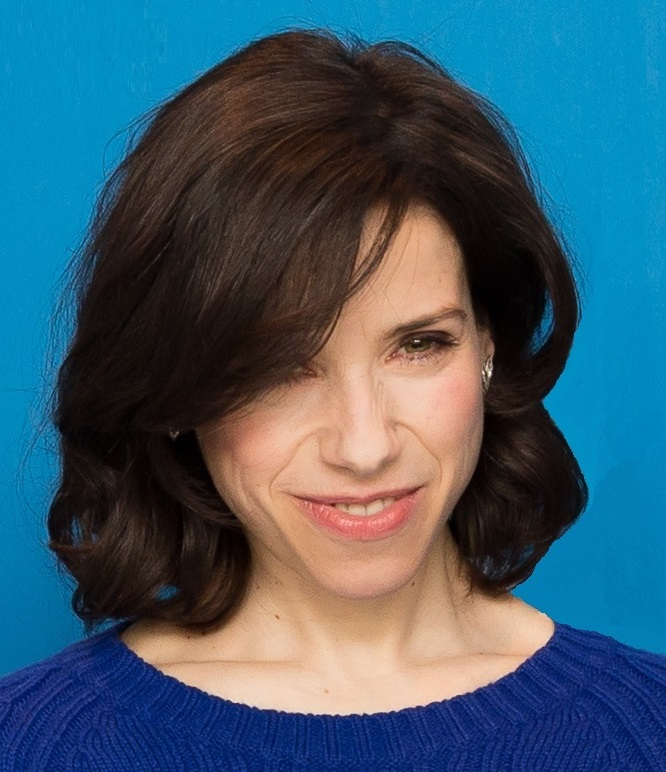
Sally Hawkins spielt in einer Rückblende Willys Mutter

Tim Grierson schreibt bei screendaily.com, voller Freude, aber mit gebrochenem Herzen weise dieser Wonka genug Schattierungen auf, um als Zuschauer zu verstehen, wie hart erarbeitet seine positive Einstellung ist. Es zeuge von Chalamets überschwänglichem Charme, dass er diese Hoffnung liebenswert und nicht aufdringlich rüberbringt, und der Enthusiasmus des Schauspielers sei gleichermaßen echt als auch ansteckend. Es werde im Film aber auch Wonkas melancholische Hintergrundgeschichte erzählt, dessen Wunsch anderen Menschen Gutes zu tun von seiner verstorbenen Mutter herrühre.
Petra Schrackmann schreibt in ihrer Kritik bei outnow.ch, Regisseur Paul King habe sich bei seinem Film große Freiheiten genommen und vieles von Roald Dahls zugrundeliegendem Kinderbuchklassiker über Bord geworfen. So seien weder Gene Wilder noch Johnny Depp in der Rolle des Willy Wonka wirklich nette Gesellen gewesen, geschweige denn große Freunde von Kindern. Wonka drehe diesbezüglich den Spieß um und verzichte auf den erhobenen Zeigefinger. Diesem jungen, unbedarften Willy Wonka sei jeder Zynismus fern, und mit großen Augen und noch größerem Herzen singe und tanze sich Chalamet durch das fantastische Filmmusical für Groß und Klein. In gewisser Weise fühle sich Wonka wie ein Film aus einer anderen Ära an, mit lüpfigen Songs und Tanzeinlagen, einer traurigen Waisenkindergeschichte und einem bunten Team aus sympathisch-schrägen Figuren, wie es etwa in klassischen Familienfilmen zu sehen ist. Allerdings wirke der Film nie altbacken, und zum Glück verzichte man darauf, zu sehr die Nostalgie-Schiene zu fahren.

### Einspielergebnis
Die weltweiten Einnahmen des Films aus Kinovorführungen belaufen sich auf 632,3 Millionen US-Dollar. Am ersten Wochenende in den US-amerikanischen und kanadischen Kinos beliefen sich die Einnahmen dort auf 39 Millionen US-Dollar. Diese Zahlen lagen deutlich über den Erwartungen der Analysten. Auch die weltweiten Einnahmen der ersten Wochen übertrafen die Erwartungen. In Deutschland und in Österreich befand sich Wonka mehrere Wochen auf Platz 1 der Kinocharts. In Deutschland verzeichnet der Film 2.554.737 Besucher und ein Einspielergebnis von 23,6 Millionen Euro und befindet sich damit auf Platz 4 der im Jahr 2023 gestarteten Filme.

### Einsatz im Unterricht
Das Onlineportal kinofenster.de empfiehlt den Film ab der 5. Klasse für die Unterrichtsfächer Englisch, Deutsch, Kunst, Musik, Politik und Wirtschaft und bietet Materialien zum Film für den Unterricht. Dort schreibt Philipp Bühler, das Musical erzähle die Geschichte eines Träumers, der sich mit innovativem Handwerk, Menschlichkeit und Fantasie gegen ein marktbeherrschendes Monopol durchsetzt. In Politik und Wirtschaft, aber auch in den künstlerischen Fächern könne erörtert werden, wie der Film sein farbenfrohes Setting mit einer kapitalismuskritischen und zugleich äußerst werbewirksamen Botschaft verbindet: „Es geht nicht um die Schokolade, sondern um die Menschen, mit denen man sie teilt.“

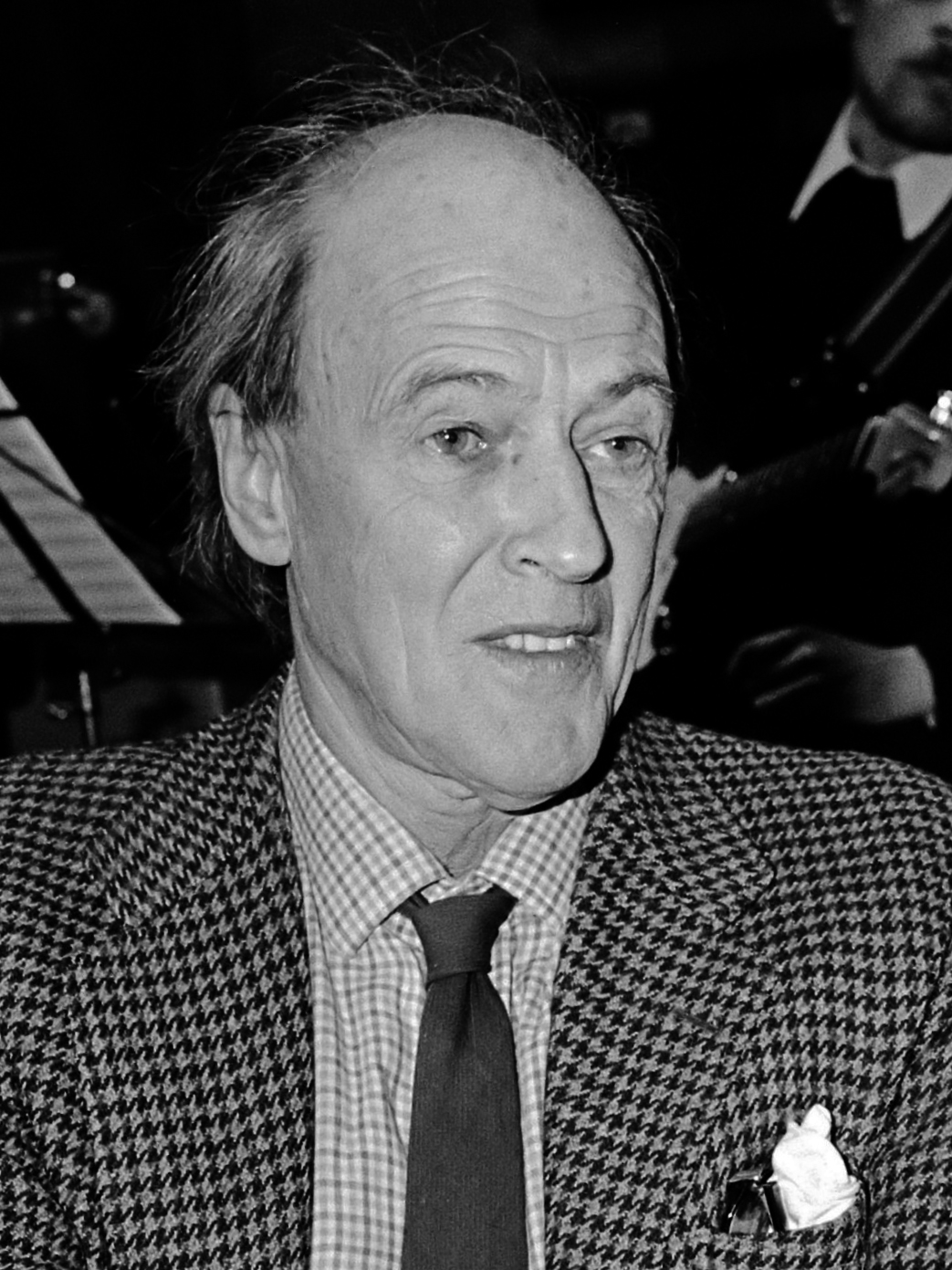
Der Film ist als Prequel der von Roald Dahl geschriebenen Geschichte gedacht

Die Deutsche Film- und Medienbewertung (FBW) hat dem Film das Prädikat „besonders wertvoll“ verliehen. In der Begründung heißt es, der Titelheld sei in diesem Prequel noch nicht der überlebensgroße Süßigkeitenkönig, sondern ein junger Mann mit außergewöhnlichen Talenten, der seinen Weg noch machen muss. Auf diese Weise würden durch das Erzählen seiner Vorgeschichte alle Probleme der so dominanten Vorläufer gelöst und es würde eine ganz andere Geschichte erzählt. Paul King habe bereits mit seinen beiden Filmen über den Bären Paddington bewiesen, wie gut er Märchenwelten kreieren kann, und dies gelinge ihm auch in Wonka meisterlich, und das Drehbuch sei prall gefüllt mit fantastischen und komischen Ideen. Auch als Weltenbauer habe King mit einem überschäumenden Einfallsreichtum gearbeitet, wobei sein Film zum Teil eher an Charles Dickens als an Roald Dahl erinnere. Timothée Chalamet verkörpere den Titelhelden überzeugend, obwohl oder gerade weil er nichts von der grotesken Arroganz hat, die Gene Wilder und Johnny Depp der Figur gaben. Vielmehr sei der von ihm verkörperte junge Wonka ein verträumter junger Mann mit einem außergewöhnlichen Talent, dessen Entwicklung zum erfolgreichen Süßigkeitenkünstler den dramaturgischen Rahmen des Films bildet.

### Auszeichnungen
Im Rahmen der Golden Tomato Awards ging Wonka als Drittplatzierter unter den besten Musikfilmen des Jahres 2023 hervor. Im Folgenden weitere Nominierungen.
Art Directors Guild Awards 2024
- Nominierung für das Beste Szenenbild in einem Fantasyfilm (Nathan Crowley)[50]

Artios Awards 2024
- Nominierung für das Beste Casting in einer Filmkomödie (Nina Gold)[51]

British Academy Film Awards 2024
- Nominierung als Bester britischer Film

Critics’ Choice Movie Awards 2024
- Nominierung für die Besten Kostüme (Lindy Hemming)
- Nominierung als Beste Nachwuchsschauspielerin (Calah Lane)

Critics’ Choice Super Awards 2024
- Nominierung als Bester Schauspieler in einem Science-Fiction-/Fantasyfilm (Timothée Chalamet)
- Nominierung als Beste Schauspielerin in einem Science-Fiction-/Fantasyfilm (Olivia Colman)[52]

Golden Globe Awards 2024
- Nominierung als Bester Hauptdarsteller – Komödie/Musical (Timothée Chalamet)

Golden Reel Awards 2024
- Nominierung für den Besten Musikschnitt[53]

Guild of Music Supervisors Awards 2024
- Nominierung für die Beste Music Supervision – Film mit einem Budget von über 25 Millionen US-Dollar (James A. Taylor)[54]

Hollywood Music in Media Awards 2023
- Nominierung als Bester Song – Science-Fiction-/Fantasyfilm (A World of Your Own, Neil Hannon, Simon Farnaby, Paul King und Timothée Chalamet)
- Nominierung als Bester Song – Science-Fiction-/Fantasyfilm (You’ve Never Had Chocolate Like This, Neil Hannon, Simon Farnaby, Paul King und Timothée Chalamet)
- Nominierung als Bester Song – Onscreen Performance (A World of Your Own, Timothée Chalamet)
- Nominierung in der Kategorie Music Themed Film, Biopic or Musical (Alexandra Derbyshire, David Heyman, Luke Kelly und Paul King)[55]

NAACP Image Awards 2024
- Nominierung als Beste Kinderdarstellerin (Calah Lane)[56]

Nickelodeon Kids’ Choice Awards 2024
- Nominierung als Bester Film
- Auszeichnung als Bester Schauspieler (Timothée Chalamet)
- Nominierung als Bester Bösewicht (Keegan-Michael Key)

People’s Choice Awards 2024
- Nominierung als Beste Filmkomödie
- Nominierung als Bester Darsteller (Timothée Chalamet)
- Nominierung als Bester Darsteller in einer Filmkomödie (Timothée Chalamet)[57]

Saturn Awards 2025
- Nominierung als Bester Fantasyfilm
- Nominierung als Beste Nachwuchsschauspielerin (Calah Lane)
- Nominierung für die Besten Kostüme (Lindy Hemming)

VES Awards 2024
- Nominierung für den Besten animierten Charakter in einem fotorealistischen Spielfilm („Umpa-Lumpa“)[58]

## Synchronisation
Die deutschsprachige Synchronisation entstand nach einem Dialogbuch von Klaus Bickert unter der Dialogregie von Oliver Rohrbeck bei der Interopa Film GmbH in Berlin. Die musikalische Leitung hatte Thomas Amper inne, während Nina Schneider für die Liedtexte verantwortlich war.
| Rolle                    | Darsteller            | Synchronstimmen                                      |
| ------------------------ | --------------------- | ---------------------------------------------------- |
| Willy Wonka              | Timothée Chalamet     | Marco Eßer                                           |
| Willy Wonka (jung)       | Colin O’Brien         | Tom Kanty                                            |
| Willy Wonkas Mutter      | Sally Hawkins         | Anna Grisebach                                       |
| Noodle                   | Calah Lane            | Magdalena Montasser                                  |
| Lofty, der Umpa-Lumpa    | Hugh Grant            | Patrick Winczewski                                   |
| Pater Julius             | Rowan Atkinson        | Lutz Mackensy                                        |
| Kleo Klempi              | Natasha Rothwell      | Elisa Bannat (Sprache) Julia Scheeser (Gesang)       |
| Abakus Klug              | Jim Carter            | Axel Lutter                                          |
| Lottie Bell              | Rakhee Thakrar        | Anni C. Salander (Sprache) Petra Scheeser (Gesang)   |
| Polizeichef              | Keegan-Michael Key    | Dennis Schmidt-Foß                                   |
| Gerald Prodnose          | Matt Lucas            | Tobias Müller (Sprache) Thomas Amper (Gesang)        |
| Felix Fickelgruber       | Mathew Baynton        | Marius Clarén (Sprache) Peter Lewys Preston (Gesang) |
| Arthur Slugworth         | Paterson Joseph       | Thomas Wenke                                         |
| Ludwig Kicherlaut        | Rich Fulcher          | Christian Gaul (Sprache) Toby Heinz (Gesang)         |
| Mrs. Schrubbes           | Olivia Colman         | Christin Marquitan                                   |
| Bleicher                 | Tom Davis             | Sven Brieger                                         |
| Wachtmeister Immerfreund | Kobna Holdbrook-Smith | Matti Klemm (Sprache) Ron Van Lankeren (Gesang)      |
| Basil Bond               | Simon Farnaby         | Axel Malzacher                                       |
| Gwennie                  | Ellie White           | Britta Steffenhagen                                  |